# Animazione teatrale
Con il termine animazione teatrale (da non confondere con il teatro d'animazione o di figura) si indica un movimento culturale che si sviluppò in Italia a cavallo degli anni sessanta e settanta, in particolare con i bambini e i ragazzi, e da cui derivano una serie di pratiche, tecniche e metodologie che vengono applicate nel tempo libero e in educazione. 
L'animazione teatrale non è solo un approccio ludico a qualsivoglia iniziativa di gruppo, o un modo giocoso per fare le cose assieme o sfruttare le tecniche di derivazione teatrale per aumentare l'affiatamento di una massa inizialmente eterogenea di persone, ma un modo per "tirare fuori" le risorse che ognuno di noi possiede dentro di sé e che spesso non sappiamo nemmeno di avere.
L'approccio ludico nel senso infantile è in realtà  una cosa molto seria e "animare" significa per i bambini aiutarli a crescere senza perdere la capacità che hanno di giocare con il mondo, e per i più grandi recuperare questa capacità, contro l'appiattimento e l'omologazione consumistica o formale che la società spesso impone. Si potrebbe dire che l'animazione teatrale (e l'animazione pedagogica che ne deriva, applicata agli argomenti e situazione più varie) è esattamente il contrario di altre forme di "animazione", da discoteca o da spiaggia.
Essere in grado di trovare il gioco nelle cose è un modo per eliminarne le aspettative negative, superare insieme le difficoltà, fare le cose a partire da noi stessi e non da regole esterne e spesso incomprensibili, fare meno fatica e aumentare la coesione e la complicità del gruppo.
Fondamentale risulta in questo contesto la figura dell'animatore (che possiamo chiamare anche educatore, capogruppo, allenatore o intrattenitore - la parola per sua natura, come spesso accade con i termini ricchi, è ambigua -, a patto che induca le persone a essere se stesse, piuttosto che a seguirlo passivamente). Questi dovrebbe essere una persona competente e preparata, in modo da saper indirizzare correttamente il gruppo rispetto agli orientamenti previsti dall'attività.
I tempi di una esperienza di animazione possono essere brevi o lunghi, e i risultati variano anche notevolmente. Un insegnante animatore infatti suggerisce senza mai imporre e fa in modo che l'elaborazione di quello che ha proposto venga direttamente dal gruppo. Gruppi diversi quindi, facilmente arriveranno a risultati finali diversi, anche se comune è di solito il percorso di liberazione delle energie, di scoperta collettiva e collaborazione reciproca. Il vero protagonista di una esperienza di animazione teatrale infatti non è l'animatore, ma il gruppo.